# 秋葉原ラジオストアー
秋葉原ラジオストアーとは、かつて東京都千代田区に存在した商業施設である。

## 概要
秋葉原ラジオストアーはJR秋葉原駅の中央・総武緩行線高架下（中央の秋葉原ラジオセンターの南側）に位置する、電子部品店等が入居する施設であった。全部で10店舗（うち1店舗は1970年代に同法人の事務所に転用）であり、現在も「部品市場」としてまとめて認知されている店舗のうち、1割強程度が当施設の店舗であった。
ラジオセンター他と同じく、占領軍の露店撤廃令で行き場を失う露天商の移転先として設立されたのがルーツである。
秋葉原が電気街として衰退した後も往時と変わらぬ佇まいで営業が続いていたが、2013年11月30日を以て閉館した。閉館時点まで9店舗の電子部品店が入居していた。

## 沿革
- 1949年]9月9日 - 10店舗で営業を開始。
- 1950年3月8日 - 株式会社秋葉原ラジオストアー設立。
- 1955年
  - 2月 - 火事で全焼。
  - 6月 - 新ビルが完成。
- 1975年3月 - 現在のビルが完成。No.6が商社として独立、撤退し9店舗に。この前後に店舗の法人化を行い、ラジオストアーは不動産賃貸に専念。
- 1997年10月 - 看板・ロゴを現在のものに変更。
- 2013年11月30日 - 閉館[2]。移転・移管やネットで営業を継続する店舗が多いが、一部は閉店。

(その後)
- 現在、株式会社アールティによるロボット関係の商品を扱う店舗等が、当施設建物において営業している。

## 閉館時点で営業していた店舗
- さいとう
- トヨデン
- マルモパーツ
- パーツランド
- シーアール
- 福永電業
- ストア・ミズタニ
- コイズミ無線
- タカヒロ電子

(位置的にはこの並びにあるのだが、中央通り側の端にあって現在も営業中の九州電気は別店舗 (建物も))